# Plesiodipsas perijanensis
Plesiodipsas perijanensis (равликоїд Алемана) — вид змій родини полозових (Colubridae). Мешкає в Колумбії і Венесуелі. Це єдиний представник монотипового роду Plesiodipsas.

## Поширення і екологія
Равликоїди Алемана мешкають у горах Сьєрра-де-Періха на кордоні Колумбії та Венесуели, а також у горах Східного хребта Анд у колумбійському департаменті Сантандер. Вони живуть у гірських хмарних лісах, трапляються на кавових плантаціях.